# Skandi Texel (schip, 2006)
De Skandi Texel is een Noors platformbevoorradingsschip, vernoemd naar het Nederlandse eiland Texel.